# Simon-Max
Nicolas-Marie Simon ou Max-Simon Nicolas dit Max-Simon ou, plus souvent Simon-Max, né à Reims en le 24 octobre 1847 et décédé à Saint-Denis en juin 1923,, est un comédien et chanteur (ténor ou ténorino) français, qui a principalement joué à Paris, dans le domaine de l'opéra bouffe.

## Biographie
Enfant de chœur, à Reims, Nicolas Simon suit des études musicales, en particulier les cours de solfège d'Ambroise Petit, fondateur de l'Orphéon des enfants de Saint-Remi. En 1866, devenu ouvrier peintre et ténorino, il chante sur scène dans sa ville natale. Il se produit ensuite à Paris, à Lyon, à Anvers et même, dit-on, devant le tsar, en Russie. Revenu à Paris, il inaugure le théâtre Taitbout. Il joue en 1875 au Théâtre de la Renaissance le rôle de Janio, dans La Reine Indigo. Remarqué par Cantin, il est engagé au Théâtre des Folies-Dramatiques : le 9 septembre de cette même année, il joue le rôle d'Anatole de Quillembois dans Les Cent Vierges de Lecocq.
En 1877, pendant les représentations de la pièce Les Cloches de Corneville, il tombe amoureux et épouse une jeune soprano, Juliette Simon-Girard , fille de Mme Girard, comédienne et chanteuse à l'Opéra-Comique . Ils ont deux enfants : en 1879, Marie-Louise Martin-Simon-Girard, puis en 1889 Aimé Simon-Girard. Plus tard, le couple se sépare et Juliette Simon-Girard se remarie avec Félix Huguenet qu'elle a rencontré sur L'Enlèvement de la Toledad en 1894.
En 1893, alors qu'il est propriétaire du casino de Villerville, une baleine s'échoue sur la plage de cette commune. Simon-Max l'achète et après avoir vendu l'huile et la chair de l'animal, il en fait conserver la peau pour y abriter un théâtre qui deviendra un théâtre-musée, assez grand pour accueillir une petite centaine de spectateurs. Le caractère original de ce théâtre-baleine contribue au succès du spectacle intitulé « Jonas revue » ,.  La baleine est ensuite déménagée au casino de Paris, mais elle y brûle le 26 février 1894.
Le 12 septembre 1920, il vient déclamer sur le perron de l'hôtel de ville de Reims son poème, L'Ode à Reims.
Simon-Max a été le fondateur et directeur de la société de Prévoyance théâtrale .

## Œuvres, répertoire
Au Théâtre de la Renaissance :
- La Reine Indigo, 1875 : Janio

Aux Folies-Dramatiques :
- Les Cent Vierges de Lecocq, 9 septembre 1875 : Anatole de Quillembois
- Madame Favart, 28 décembre 1878 : Hector de Beaupréau
- Pâques fleuries, 21 octobre 1879 : Ramon de Navarins
- La Fille du tambour-major, 13 décembre 1879 : Griolet
- La Mère des compagnons, 15 décembre 1880 : Gaston de Champrosé
- Fanfan la tulipe, 21 octobre 1882 : Michel
- Le Petit Parisien, 16 janvier 1882 : Cottinet
- La Princesse des Canaries, 9 février 1883 : Inigo
- La Fille de madame Angot : Pomponnet
- Rip, 11 novembre 1884 : Ischabod
- Les Petits Mousquetaires, 5 mars 1885 : Planchet
- La Fauvette du temple, 17 novembre 1885 : Joseph Abrial
- Mademoiselle Asmodée, 24 novembre 1891 : Florestan
- Miss Robinson, 17 juillet 1892 : Capédiou
- Rivoli, 30 octobre 1896 : Cassemajou
- L'Auberge du Tohu-Bohu, 10 février 1897 : Bel-Œil

Au Théâtre du Châtelet et à la Gaîté : 
- La Chatte blanche, 2 avril 1887
- Le Grand Mogol, 1889 : Mignapour
- Le Voyage de Suzette, 20 janvier 1890 : Pinsonnet
- Le Petit Poucet, 1891 : Pierrot

Au Théâtre de la Renaissance : 
- Miss Helyett, 1900 : Smithson
- Lischen et Fritzchen, 1900 : Fritzchen

Au Théâtre des Bouffes-Parisiens : 
- Madame la Présidente, 1902 : Don Géranios
- Florodora, 1903 : Plum-Quick
- La Petite Bohème, 1908[7] : Barbemuche

Au Théâtre Déjazet :
- Radinol a du coton, 1901[14] : Martelin

## Source
- (en) Cet article est partiellement ou en totalité issu de l’article de Wikipédia en anglais intitulé « Simon-Max » (voir la liste des auteurs).